# Lubomír Štrougal

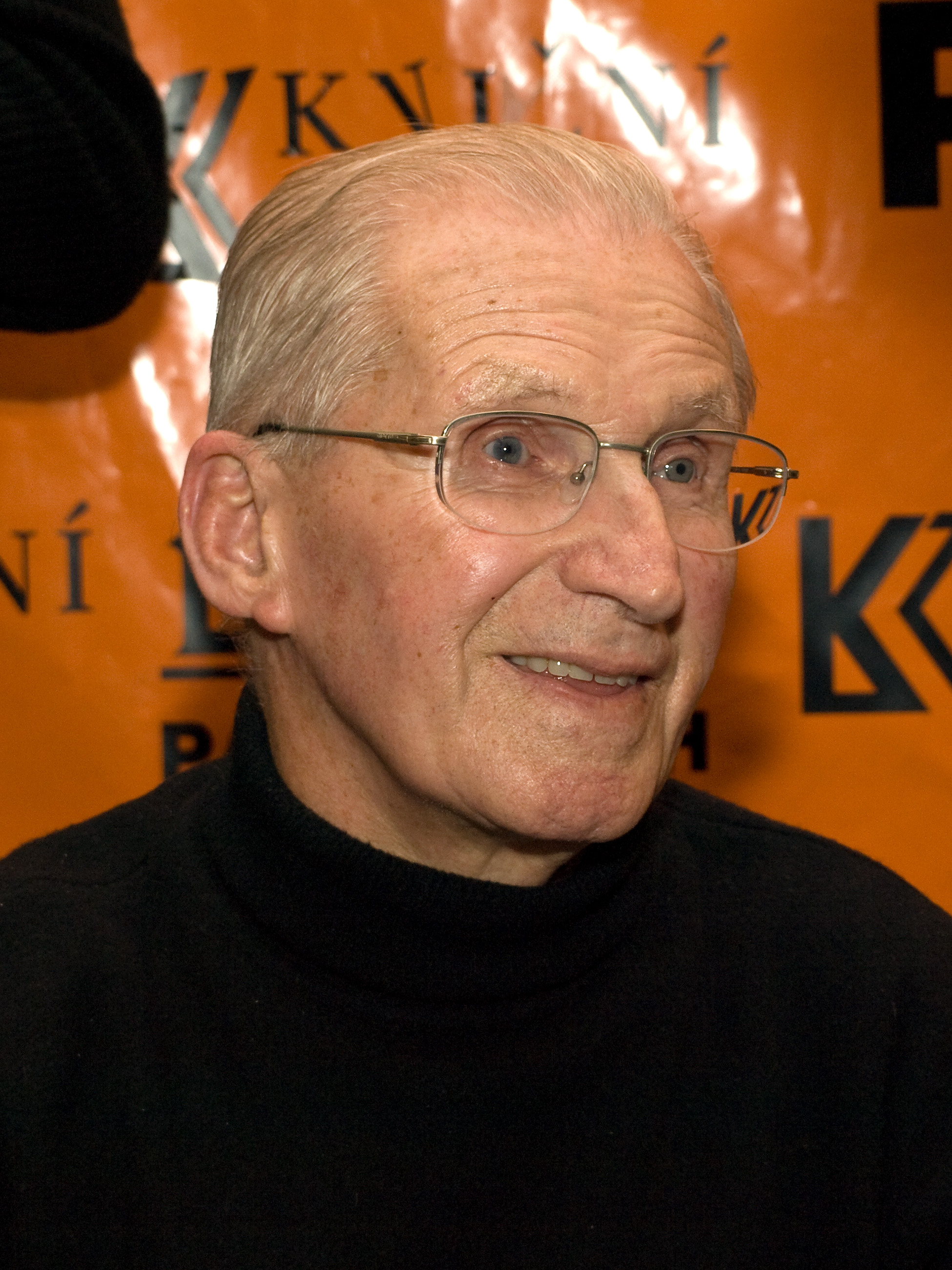
Lubomír Štrougal (2012)

Lubomír Štrougal (* 19. Oktober 1924 in Veselí nad Lužnicí; † 6. Februar 2023) war ein kommunistischer Funktionär und Politiker der Tschechoslowakei.

## Biographie
Štrougal studierte von 1945 bis 1949 Rechtswissenschaften an der Karls-Universität Prag. Bereits während seiner Studienzeit wurde er im Jahre 1948 Mitarbeiter der Kommunistischen Partei der Tschechoslowakei (KSČ).
Er war zwischen 1957 und 1959 Erster Sekretär des KSČ-Regionalkomitees Budweis. 1958 wurde er Mitglied des Zentralkomitees der KSČ und amtierte von 1965 bis 1970 als dessen Sekretär.
1959 wurde Štrougal zum Minister für Land-, Forst- und Wasserwirtschaft ernannt. 1961 wechselte er in der Regierung Viliam Široký III das Ressort und übernahm bis 1965 das Innenministerium. Als Innenminister verhinderte Štrougal zwischen 1964 und 1965 Untersuchungen zu in den Jahren 1948 und 1949 erfolgten Verbrechen der Sicherheitsorgane, darunter den Mord an drei politischen Gefangenen.
Nach der Wahl Ludvík Svobodas zum Staatspräsidenten übte Štrougal von April 1968 bis 1970 das Amt des stellvertretenden Ministerpräsidenten aus und war bis 1969 Vorsitzender des Wirtschaftsrates der ČSSR. Štrougal war zwischen 1970 und 1988 Ministerpräsident der ČSSR.
Dem Einmarsch der Truppen des Warschauer Paktes zur Niederschlagung des Prager Frühlings stand Štrougal ablehnend gegenüber. In der Folgezeit vertrat er eine Position der Normalisierung der Beziehungen zu den sozialistischen Bruderländern. Als Ministerpräsident galt der Pragmatiker Štrougal als Gegenpol zum ideologischen Hardliner Gustáv Husák. Im Oktober 1988 trat er nach parteiinternen Differenzen mit Miloš Jakeš vom Amt des Ministerpräsidenten zurück. Sein Nachfolger wurde Ladislav Adamec.
Štrougal zog sich gänzlich aus der Politik zurück und bewirtschaftete das einsame Gehöft Na Kobyle (Kobelhütte) in Kořenov im Isergebirge.
Nach der politischen Wende wurde Štrougal wegen Strafvereitelung und Amtsmissbrauchs während seiner Zeit als Innenminister der ČSSR angeklagt. Das Verfahren gegen ihn endete im Juli 2002 mit einem Freispruch mangels Beweisen. Er war der höchste Politiker der ehemaligen ČSSR, gegen den Anklage erhoben wurde.